# Aciagrion fasciculare
Aciagrion fasciculare е вид водно конче от семейство Coenagrionidae. Видът е застрашен от изчезване.

## Разпространение
Разпространен е в Индонезия (Ява).